# El Lazo
El Lazo är en ort i Mexiko.   Den ligger i kommunen Zapopan och delstaten Jalisco, i den centrala delen av landet, 500 km väster om huvudstaden Mexico City. El Lazo ligger 1 011 meter över havet och antalet invånare är 228.
Terrängen runt El Lazo är huvudsakligen kuperad, men åt sydväst är den platt. El Lazo ligger nere i en dal. Runt El Lazo är det ganska glesbefolkat, med 30 invånare per kvadratkilometer. Närmaste större samhälle är Guadalajara, 15,8 km söder om El Lazo. I omgivningarna runt El Lazo växer huvudsakligen savannskog.